# 設樂隆一
設樂 隆一（したら りゅういち、1952年1月27日 - ）は、日本の元裁判官、弁護士。新潟地方裁判所所長、知的財産高等裁判所所長等を歴任した。数多くの知財紛争を取り扱い、シャープの「IGZO」訴訟において商品の原材料名は商標登録できないと判断し、シャープの当該略称の独占使用権を認めない旨の判決を言い渡した。

## 略歴
- 1970年4月　東京大学、駒場寮入寮[1]
- 1975年4月　司法修習生（29期）[1]
- 1977年4月　弁護士[1]
- 1979年7月9日　東京地方裁判所判事補（知的財産権部）[1]
- 1980年4月8日　東京地方裁判所判事補（知的財産権部）、東京簡易裁判所判事
- 1983年4月1日　秋田家庭・地方裁判所大館支部判事補・大館簡易裁判所判事[1]
- 1986年4月1日　東京地方裁判所判事補、東京簡易裁判所判事[1]
- 1987年4月8日　東京簡易裁判所判事、東京地方裁判所判事（知的財産権部）
- 1990年4月1日　大阪簡易裁判所判事、大阪地方裁判所判事[1]
- 1990年4月8日　大阪地方裁判所判事
- 1993年4月1日　東京地方裁判所判事（知的財産権部）[1]
- 1997年4月1日　浦和地方・家庭裁判所判事
- 2001年4月1日　東京高等裁判所判事（知的財産権部）[1]
- 2005年4月1日　東京地方裁判所判事（知的財産権部・部総括）
- 2008年4月1日　東京高等裁判所判事[1]
- 2009年6月27日　新潟地方裁判所所長[1]
- 2011年2月9日　東京高等裁判所判事（民事部・部総括）
- 2013年5月7日　知的財産高等裁判所判事（部総括）
- 2014年6月15日　知的財産高等裁判所所長[1]
- 2017年1月27日　定年退官
- 2017年2月15日　森・濱田松本法律事務所入所[4]
- 2018年4月1日　創英国際特許法律事務所副会長[5]
- 2018年7月1日　創英国際特許法律事務所会長、共同代表パートナー[6]

## 人物
- 新潟県上越市出身[7]。
- 2年あまり弁護士を経験した後に裁判官に任官した[8]。

## 著作
共著
- 飯村敏明、設樂隆一 編著『知的財産関係訴訟（リーガル・プログレッシブ・シリーズ）』青林書院、2008年。ISBN 9784417014515。[9]